# KK Laško
Le Košarkarski Klub Laško, ou KK Pivovarna Laško ou KK Zlatorog Laško est un club slovène de basket-ball basé à Laško. Le club a également participé à la Ligue adriatique

## Palmarès
- Vainqueur de la Coupe de Slovénie : 2004
- Finaliste du Championnat de Slovénie : 1999, 2000, 2004, 2016

## Entraîneurs
- 2007-2008 :  Damjan Novaković

## Joueurs célèbres ou marquants
- Sani Bečirović
- Mileta Lisica